# イザベラ・ロッセリーニ
イザベラ・ロッセリーニ（Isabella Rossellini, 本名: Isabella Fiorella Elettra Giovanna Rossellini, 1952年6月18日 - ）は、イタリア・ローマ出身の女優。父親は映画監督のロベルト・ロッセリーニ、母親はスウェーデン出身の女優イングリッド・バーグマン、娘はモデルのエレットラ・ロッセリーニ・ヴィーデマン。

## 来歴
姉二人と兄、双子の妹がいる。5歳の時に両親が離婚。13歳の時に脊柱側湾症を患い、2年間の闘病生活を送った。女優になる以前はテレビ局に勤めたりしていた。
1976年に母イングリッド主演の『ザ・スター』で一旦映画デビュー。その後、イタリアのテレビのバラエティ番組でロベルト・ベニーニと共演。モデルの仕事も若干行っていた。
母の死後、1985年の『ホワイトナイツ/白夜』で映画女優としてのキャリアを歩み始めた。1986年公開のデヴィッド・リンチ監督作品『ブルーベルベット』に出演した。
私生活ではマーティン・スコセッシと結婚したが、1983年に離婚した。その後1983年から1986年までモデルの男性と再婚。二度目の離婚後は、デヴィッド・リンチ監督と交際していた。その後、『不滅の恋/ベートーヴェン』で共演したゲイリー・オールドマンと婚約したが、後に破棄し破局。
また、アメリカの市民権を取得している。
15年あまりの間、フランスの化粧品会社LANCOME/ランコムのイメージモデルとしても有名である。
1992年にはマドンナのヌード写真集『SEX』に参加した。

## 女優として

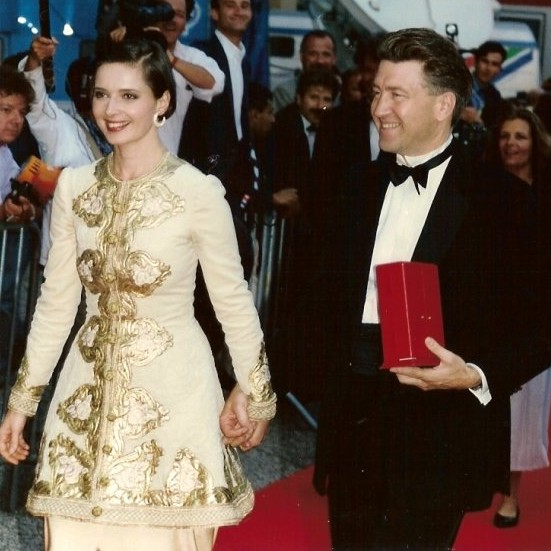
イザベラとデヴィッド・リンチ。

映画『ブルーベルベット』の公開時、評判が非常に悪いことを知ったロッセリーニは、「自分のヘタな演技・役作りで（尊敬する）デイヴィッド・リンチ監督に迷惑をかけてしまった」「自分は出演を引き受けたりせずほかの女優（当初の候補ヘレン・ミレン）に役を譲っておけばよかった」と思い、随分と悩んだという。
「それ以前はモデルの仕事などをしていたが、映画はまだ『ホワイトナイツ』と『ブルーベルベット』の2本しか出ていない状態で、（『ブルーベルベット』で汚れ役を演じてしまったのでもう）モデルもできず、（かといって映画はたった2本で映画女優としてもまだまだで仕事もまわって来ず）何年もの間苦しんだ」と後に本人は語った。結果的には映画は高い評価を受け、賞も受賞した。またリンチ監督は『ブルーベルベット』DVD特典映像のインタビューにおいて、彼女を褒め高く評価している。
その後は脇役などで地道に映画へ出演し、徐々にベテランとしての地位を築いていった。2024年にはエドワード・ベルガー監督の『教皇選挙』に出演。わずか7分という短い出演時間にもかかわらず、印象的な演技を見せ、第97回アカデミー賞では助演女優賞にノミネートされた。

## 出演作品

### 映画
| 公開年 | 邦題 原題                                                         | 役名                                 | 備考                                            |
| ------ | ----------------------------------------------------------------- | ------------------------------------ | ----------------------------------------------- |
| 1976   | ザ・スター A Matter of Time                                       | シスター・ピア                       |                                                 |
| 1985   | ホワイトナイツ/白夜 White Nights                                  | Darya Greenwood                      |                                                 |
| 1986   | ブルーベルベット Blue Velvet                                      | ドロシー                             | インディペンデント・スピリット賞主演女優賞 受賞 |
| 1987   | タフガイは踊らない Tough Guys Don't Dance                         | マデレーン                           |                                                 |
| 1987   | 黒い瞳 Oci ciornie                                                | La Signora                           | クレジットなし                                  |
| 1987   | シェスタ Siesta                                                   | マリー                               |                                                 |
| 1988   | ゼリーと私 Zelly and Me                                           | マドモワゼル・ゼリー                 |                                                 |
| 1989   | 今ひとたび Cousins                                                | マリア                               |                                                 |
| 1990   | ワイルド・アット・ハート Wild at Heart                            | ペルディータ                         |                                                 |
| 1990   | アイボリー・ハンター Ivory Hunters                                | マリア・ディコンテ                   | テレビ映画                                      |
| 1990   | 宮廷円舞曲 Dames galantes                                         | Victoire                             |                                                 |
| 1991   | ライズ・オブ・ツインズ Lies of the Twins                          | レイチェル・マークス                 | テレビ映画                                      |
| 1992   | 永遠に美しく… Death Becomes Her                                   | リスル                               |                                                 |
| 1993   | 愛の果てに The Innocent                                           | マリア                               |                                                 |
| 1993   | フィアレス Fearless                                               | ローラ・クライン                     |                                                 |
| 1994   | ワイアット・アープ Wyatt Earp                                     | ケイト                               |                                                 |
| 1994   | 不滅の恋/ベートーヴェン Immortal Beloved                          | アンナ・マリー・エアデーディ伯爵夫人 |                                                 |
| 1996   | シェフとギャルソン、リストランテの夜 Big Night                    | ガブリエラ                           |                                                 |
| 1996   | フューネラル The Funeral                                          | クララ                               |                                                 |
| 1996   | 判決/クライム・オブ・ザ・センチュリー Crime of the Century        | アンナ                               | テレビ映画                                      |
| 1998   | インポスターズ The Impostors                                      | 元ヨーロッパ女王                     |                                                 |
| 2000   | ドン・キホーテ ～ラ・マンチャの男～ Don Quixote                   | 女公爵                               | テレビ映画                                      |
| 2000   | ふたりのトスカーナ Il Ciero Cade                                  | カッチェン・アインシュタイン         |                                                 |
| 2002   | ドラッグ・ディーラー 仁義なき賭け Empire                          |                                      |                                                 |
| 2008   | トゥー・ラバーズ Two Lovers                                       | ルース                               |                                                 |
| 2008   | エイリアンノイド Infected                                         | カーラ                               | テレビ映画                                      |
| 2008   | New York 結婚狂騒曲 The Accidental Husband                        | グレタ・ボレンベッカー               |                                                 |
| 2011   | 最高の人生をあなたと Late Bloomers                                | メアリー                             |                                                 |
| 2011   | チキンとプラム 〜あるバイオリン弾き、最後の夢〜 Poulet aux prunes | パルヴィーン                         |                                                 |
| 2013   | 複製された男 Enemy                                                | キャロライン                         |                                                 |
| 2015   | ジョイ Joy                                                        | トルーディ                           |                                                 |
| 2018   | インクレディブル・ファミリー Incredibles 2                        | セリック大使                         | 声の出演                                        |
| 2022   | マルセル靴をはいた小さな貝 Marcel the Shell with Shoes On         | コニーおばあちゃん                   | 声の出演                                        |
| 2023   | 墓泥棒と失われた女神 La chimera                                   | フローラ                             |                                                 |
| 2024   | スペースマン Spaceman                                             | トゥマ長官                           |                                                 |
| 2024   | 教皇選挙 Conclave                                                 | シスター・アグネス                   | 第97回アカデミー助演女優賞ノミネート            |

### テレビシリーズ
| 放映年    | 邦題 原題                                  | 役名                         | 備考         |
| --------- | ------------------------------------------ | ---------------------------- | ------------ |
| 1997      | シカゴホープ Chicago Hope                  | Prof. Marina Giannini        | 2エピソード  |
| 2002      | キング・オブ・キングス Napoléon            | ジョゼフィーヌ・ド・ボアルネ | ミニシリーズ |
| 2004-2005 | エイリアス Alias                           | カチャ・デレフコ             | 5エピソード  |
| 2007      | 30 ROCK/サーティー・ロック 30 Rock         | ビアンカ                     | 2エピソード  |
| 2013      | THE BLACKLIST/ブラックリスト The Blacklist | フロリアナ・カンポ           | 1エピソード  |